# Мері Према Пієрік
Мері Према Пієрік, Орден Милосердя (народилася 13 травня 1953 р.), є німецько-індійською чернечою сестрою та колишньою генеральною настоятелькою Ордена милосердя Калькутти, Індія, релігійного інституту, заснованого матірʼю Терезою з Калькутти.   

## Життєпис
Пієрік народилась під ім'ям Мехтільда Пієрік у фермерській громаді в Рекені, Німеччина . У 1980 році, прочитавши біографію засновниці «Щось прекрасне для Бога» Малкольма Маггеріджа, вона поїхала зустрітися з Матір’ю Терезою в Берліні. Вона відчула покликання приєднатися до її роботи і переїхала до Індії, щоб приєднатися до місіонерів милосердя.
Згодом Пієрік стала регіональною настоятелькою Інституту сестер у Європі. Вона повернулася до Індії, щоб керувати програмою терціанства в інституті – останнім етапом навчання перед вічними обітами. Вона замінила сестру Нірмалу Джоші на посаді Генеральної настоятельки 24 березня 2009 року, очоливши організацію, яка на той час налічувала понад 5000 членів по всьому світу.